# Boțești, Argeș
Boțești là một xã thuộc hạt Argeș, România. Dân số thời điểm năm 2002 là 1347 người.